# Karyne
Karyne ist ein weiblicher Vorname englischer und französischer Herkunft, abgeleitet vom Vornamen Karen. Es wird in England, Australien, den Vereinigten Staaten, Kanada und anderen englischsprachigen Ländern verwendet.

## Bekannte Personen
Bemerkenswerte Personen mit diesem Vornamen sind:
- Karyne Di Marco (* 1978), australische Hammerwerferin
- Karyne Steben (* 1974), kanadische Trapezkünstlerin